# La Descubierta
La Descubierta je mesto v provinci Independencia v Dominikanski republiki.